# David Evensson
David Evensson, född 29 augusti 1699 i Riseberga församling, död 14 februari 1750 i Sankt Olofs församling, Östergötlands län, var en svensk präst.

## Biografi
David Evensson föddes 1699 i Riseberga församling. Han var son till kyrkoherden Even Hansson och Anna Elisabeth Möllerstedt. Evensson studerade i Landskrona och Lund. Han blev 28 juli 1715 student vid Lunds universitet och 1720 vid Rostocks universitet. Evensson avlade magisterexamen 24 maj 1723 vid Lunds universitet och prästvigdes 5 maj 1725 i Lunds domkyrka till pastorsadjunkt i Lunds domkyrkoförsamling. Den 13 januari 1731 blev han kyrkoherde i Everöds församling, vilket han senare avsade sig. Evensson blev pastor vid drabant-Corpsen och 27 april 1731 kunglig hovpredikant. Han blev 28 december 1734 kyrkoherde i Sankt Olai församling, tillträde 1735 och kontraktsprost 7 maj 1734 i Memmings och Bråbo härader. Från 22 september 1747 även kontraktsprost över Lösings härad. Evensson avled 1750 och begravdes 27 februari samma år i Sankt Olai kyrka av biskop Andreas Olavi Rhyzelius.
Evensson var preses vid prästmötet 1744.

### Familj
Evensson gifte sig 3 oktober 1736 med Margareta Christina Aurivillius (född 1716). Hon var dotter till superintendenten Magnus Aurivillius och  Margareta Christina von Numers i Karlstads stift. De fick tillsammans barnen Margareta Christina Evensson som var gift med kyrkoherden i Norrköping, Eva Fredrica Evensson (född 1738), Anna Ulrica Evensson (1740–1770) som var gift med kommerserådet Johan Westerberg i Norrköping, studenten Fredric Ulric Evensson (1741–1758), borgmästaren Arvid Magnus Evensson (född 1742) i Karlstad, Lovisa Evensson (född 1745), Carl Evensson (född 1746), Charlotte Elisabeth (född 1747), grosshandlaren Carl Johan Evensson (1749–1813) i Norrköping och grosshandlaren David Evensson (född 1750) i Le Havre, Frankrike.